# Mario Nicolás Villanueva Arellano
Mario Nicolás Villanueva Arellano (ur. 19 stycznia 1971 w Pénjamo) – meksykański duchowny rzymskokatolicki, biskup pomocniczy Tijuany od 2024.

## Życiorys
Święcenia kapłańskie otrzymał 12 lipca 2003. Został inkardynowany do archidiecezji Tijuana. Był m.in. ekonomem i ojcem duchownym archidiecezjalnego seminarium oraz wikariuszem biskupim ds. duchowieństwa.
19 września 2024 papież Franciszek mianował go biskupem pomocniczym Tijuany przydzielając mu stolicę tytularną Gegi. Sakry udzielił mu 29 listopada 2024 arcybiskup Francisco Moreno Barrón.